# Elli Terwiel
Pour les articles homonymes, voir Terwiel.
Elli Terwiel est une skieuse alpine canadienne, née le 16 avril 1989 à New Westminster. Elle est spécialiste du slalom.

## Biographie
Elle commence sa carrière dans les compétitions de la FIS lors de la saison 2004-2005.
En janvier 2011, elle est présente pour la première fois en Coupe du monde à l'occasion du slalom de Flachau. Elle marque ses premiers points en décembre 2011 avec une 23e place à Courchevel.
Elle connait sa première sélection pour les Championnats du monde en 2013, où elle est 28e en slalom.
Lors du slalom d'ouverture de la saison 2013-2014, elle est 11e, meilleur résultat en carrière.
Aux Jeux olympiques d'hiver de 2014, elle prend part au slalom, mais ne finit pas la course.
Elle a étudié à l'Université du Vermont. Après avoir pris sa retraite  sportive en 2015, voulant éviter de nouvelles blessures, elle obtient son diplôme d'ingénieur et poursuit une carrière dans cette branche.

### Jeux olympiques d'hiver
| Épreuve / Édition | Sotchi 2014 |
| Slalom            | Abandon     |

### Championnats du monde
| Épreuve / Édition | Schladmig 2013 |
| Slalom            | 28e            |

### Coupe du monde
- Meilleur classement général : 81e en 2013.
- Meilleur résultat : 11e.

#### Différents classements en Coupe du monde
| Année/Classement | Année/Classement | Général | Général | Descente | Descente | Super G | Super G | Slalom géant | Slalom géant | Slalom | Slalom | Combiné | Combiné |
| ---------------- | ---------------- | ------- | ------- | -------- | -------- | ------- | ------- | ------------ | ------------ | ------ | ------ | ------- | ------- |
| Année/Classement | Année/Classement | Class.  | Points  | Class.   | Points   | Class.  | Points  | Class.       | Points       | Class. | Points | Class.  | Points  |
| 2012             | 2012             | 107e    | 8       | -        | -        | -       | -       | -            | -            | 51e    | 8      | -       | -       |
| 2013             | 2013             | 81e     | 36      | -        | -        | -       | -       | -            | -            | 36e    | 36     | -       | -       |
| 2014             | 2014             | 92e     | 62      | -        | -        | -       | -       | -            | -            | 37e    | 24     | -       | -       |

### Coupe nord-américaine
- Gagnante du classement de slalom en 2012.
- 3 victoires.